# La Bataille de la sardine sacrée
La Bataille de la sardine sacrée (titre original : Cat and the Stinkwater War) est un livre illustré pour enfants écrit par la journaliste britannique Kate Saunders et illustré par Adam Stower. Publié dans sa langue d'origine au Royaume-Uni le 3 octobre 2003 aux éditions Macmillan Children's Books, il est adapté en français la même année par la traductrice Marie-José Lamorlette.
Il reçoit en 2007 le Prix des Incorruptibles, un prix de littérature de jeunesse français décerné par les jeunes lecteurs de la maternelle à la seconde.

## Résumé
Un matin, alors que Tacha (diminutif de Natacha) petit-déjeunait avec son père, celui-ci lui donna une pierre égyptienne et elle se transforme en un petit chat roux. Si elle veut retrouver sa forme humaine, elle devra se battre contre les Chats-puants, les chats ennemis et devra retrouver la sardine sacrée. Elle se battra aux côtés de son fidèle chat, Éric.